# NGC 1572
NGC 1572 (również PGC 14993) – galaktyka spiralna z poprzeczką (SBa), znajdująca się w gwiazdozbiorze Rylca. Odkrył ją John Herschel 23 października 1835 roku.
W galaktyce tej zaobserwowano supernową SN 2009la.